# Ота Павел
Ота Павел (чеш. Ota Pavel, настоящее имя Отто Поппер, чеш. Otto Popper; 2 июля 1930 г., Прага — 31 марта 1973 г., Прага) — чешский писатель, прозаик, журналист и спортивный редактор.

## Биография
Ота Павел родился в Праге, в еврейской семье коммивояжёра шведской компании «Electrolux». Помимо отца, у него была ещё мать Гермина и два старших брата — Иржи и Гуго.
Из-за этнических чисток, происходящих во время Второй мировой войны, семье пришлось в 1939 году покинуть столицу и переселиться в небольшой город Буштеград, находившийся недалеко от национального заповедника и замка «Кршивоклат». Жизнь в этом похожем на деревню городе значительно повлияла на творчество О. Павела (где часто появляются темы природы и рыболовства).
Ему исполнилось 9 лет, когда началась Вторая мировая война. Ота являлся единственным мужчиной в семье, не попавшим, благодаря своему юному возрасту, в концентрационный лагерь. Старших братьев увезли в концлагерь «Терезиенштадт» в феврале 1943 года. А отец попал в тот же самый лагерь в конце 1944 года. В это время Ота посещал школу в г. Буштеград и активно занимался спортом, прежде всего, хоккеем и футболом. В 1945 году отец и братья наконец то совершили побег из концлагеря и вернулись домой. После войны семья переехала снова в Прагу, где Ота начал учиться в торговом техникуме и заниматься изучением иностранных языков.
В 1949 году друг Оты, писатель Арношт Лустиг, устроил его на работу в радиокомпании «Чехословацкое радио». Здесь ему сначала пришлось работать в отделе новостей, а позже он занял должность спортивного редактора. Сам Павел активно занимался спортом (он даже являлся членом знаменитого пражского футбольного клуба «Спарта»), благодаря чему он смог в своих текстах верно и занимательно описать атмосферу спортивных событий.
В 1956 году начал работать спортивным редактором в журнале «Стадион» (чеш. Stadion), в котором издавались, прежде всего, его спортивные фельетоны. В 1957 году он писал для военного журнала «Чехословацкий солдат» (чеш. Československý voják).
Карьера спортивного редактора предоставляла ему возможность часто выезжать за границу. Таким образом, он посетил, напр., Францию, Швейцарию или СССР. В 1962 году сопровождал футболистов пражского клуба «Дукла» при поездке в США. Эта поездка вдохновила его на создание произведения «Дукла среди небоскрёбов» (чеш. Dukla mezi mrakodrapy), описывающее футбольный матч, состоявшийся в Нью-Йорке в 1962 г.

В 1964 году он посетил олимпийские игры в Инсбруке, где впервые проявилась его психическая болезнь (маниакально-депрессивный психоз). У него был сильный приступ, в ходе которого О. Павел поджёг горную усадьбу. После этого был госпитализирован в психиатрической лечебнице. О. Павел боролся с психической болезнью вплоть до конца своей жизни. 31 марта 1973 года у него был сердечный приступ, от которого он умер.
«Самое ужасное это то, когда вы, принимая таблетки, уже сами осознаёте, что сошли с ума. Глаза западают от горя, и наконец-то вы понимаете, что вы на самом деле не Христос, а только бедняга без того, что делает нас человеком — здорового мозга. Они посадят вас за укрепленную решётку, хотя вы никого не убили и никому не навредили. Суда над вами не было, но вас и так уничтожают. Люди на улице продолжают жить, но единственное, что можете вы — завидовать тому, как они живут.» 

## Творчество
Ота Павел занимался, прежде всего, написанием спортивных репортажей, фельетонов и рассказов. Помимо этого, в его произведениях можно найти также черты автобиографии. Его автобиографические произведения затрагивают темы природы (он вдохновлялся природой города Буштеград и его окрестностей, заповедника «Кршивоклат» и реки Бероунка), рыболовства (часть своей жизни О. Павел прожил в дедушкином доме, который находился как раз возле двух рыбоводных прудов) и евреев, живущих во время Второй мировой войны (собственный опыт).

### Проза со спортивной тематикой
- 1964 Dukla mezi mrakodrapy - спортивный репортаж, посвящённый футбольному матчу пражской команды «Дукла», состоявшемуся в Нью-Йорке в 1962 г.
- 1967 Plná bedna šampaňského
- 1968 Cena vítězství
- 1971 Pohár od pánaboha
- 1972 Syn celerového krále
- 1974 Pohádka o Raškovi (опубликовано после смерти автора)

### Автобиографическая проза
- 1971 Smrt krásných srnců - автор описывает своё детство, жизнь в Буштеграде и жизнь евреев во время Второй мировой войны
- 1974 Jak jsem potkal ryby (опубликовано после смерти автора) — собрание рассказов, посвящённых воспоминаниям о семье автора, природе Буштеграда и рыболовству

### Избранные сочинения
- 1968 Cena vítězství
- 1977 Fialový poustevník (включает в себя два произведения: Smrt krásných srnců, Jak jsem potkal ryby)
- 1980 Veliký vodní tulák
- 1985 Zlatí úhoři (переиздание в 1991 г.)
- 1987 Jak jsem potkal ryby (a něco víc)
- 1989 Mám rád tu řeku
- 1989 Výstup na Eiger
- 1990 Tatínkova loď naděje
- 1994 Jak šel táta Afrikou
- 1995 Omyl a jiné povídky
- 1995 Smrt krásných srnců (переиздание в 2000 г.)
- 1996 Olympijské hry a jiné povídky

### Сценарии к фильмам
- Poslední etapa — 1962, реж. Мирослав Ондрачек (чеш. Miroslav Ondráček)
- Pohár za první poločas — 1972, реж. Карел Покорны (чеш. Karel Pokorný)

### Другие труды
- 1964 Hory a lidé — О. Павел написал тексты к опубликованным в этой книге фотографиям Вилема Геккеля
- 1965 Třetí celostátní spartakiáda — совместно с А. Лустигом написал введение к фотографиям

### Экранизации
- 1979 Zlatí úhoři — чешский фильм, реж. Карел Кахиня
- 1987 Smrt krásných srnců — чешский фильм, реж. Карел Кахиня

## Список литературы
- PAVLOVÁ, Věra. Vzpomínky na Otu Pavla. Praha: Agentura V.P.K., c1993. ISBN 80-856-2232-7.
- FIALA, Jan Šimon. Z posledních rájů Oty Pavla. Praha: Bílý slon, 1998. Fialky. ISBN 80-902-0632-8.
- PETEROVÁ, Zuzana. Spanilé jízdy, aneb, Náš bratr Ota Pavel. Kladno: Nezávislý novinář (IV), 2000. Fialky. ISBN 80-860-3205-1.
- BRŮNA, Otakar. Potkat Otu Pavla. Třebíč: Akcent, 2000. Fialky. ISBN 80-726-8094-3.
- PETEROVÁ, Zuzana. Jak jsme se zbláznili: můj táta Ota Pavel a já. Praha: G plus G, 2001. Fialky. ISBN 80-861-0350-1.
- PECHOVÁ, Jaroslava. Zpáteční lístek do posledního ráje Oty Pavla. 4. vyd., upr., rozš. Praha: Laguna, 2004. Fialky. ISBN 80-862-7456-X.
- LUSTIG, Arnošt. Okamžiky. Fialky. ISBN 80-903-1169-5.
- SVOZIL, Bohumil. Krajiny života a tvorby Oty Pavla. Praha: Akropolis, 2003. Fialky. ISBN 80-730-4036-0.